# Andrew Brown (baseball, 1981)
Pour les articles homonymes, voir Andrew Brown et Brown.
Andrew Aaron Brown (né le 17 février 1981 à Chardon, Ohio, États-Unis) est un lanceur droitier de baseball qui évolue en Ligue majeure de 2006 à 2008 pour les Indians de Cleveland et les Athletics d'Oakland. 

## Carrière
Il est transféré des Indians aux Athletics le 28 juin 2007.